# LANTIRN
LANTIRN (англ. Low Altitude Navigation and Targeting Infrared for Night, укр. Маловисотна навігація та інфрачервоне ціленаведення вночі) — це комбінована навігаційна та прицільна гондола, яка використовується на винищувачах ВПС США F-15E Strike Eagle та F-16 Fighting Falcon (модифікація C і D, серія Block 40/42) виробництва Martin Marietta. LANTIRN значно підвищує бойову ефективність цих літаків, дозволяючи їм літати на малих висотах, вночі та в несприятливих погодних умовах і атакувати наземні цілі за допомогою різноманітної високоточної зброї.

## Особливості

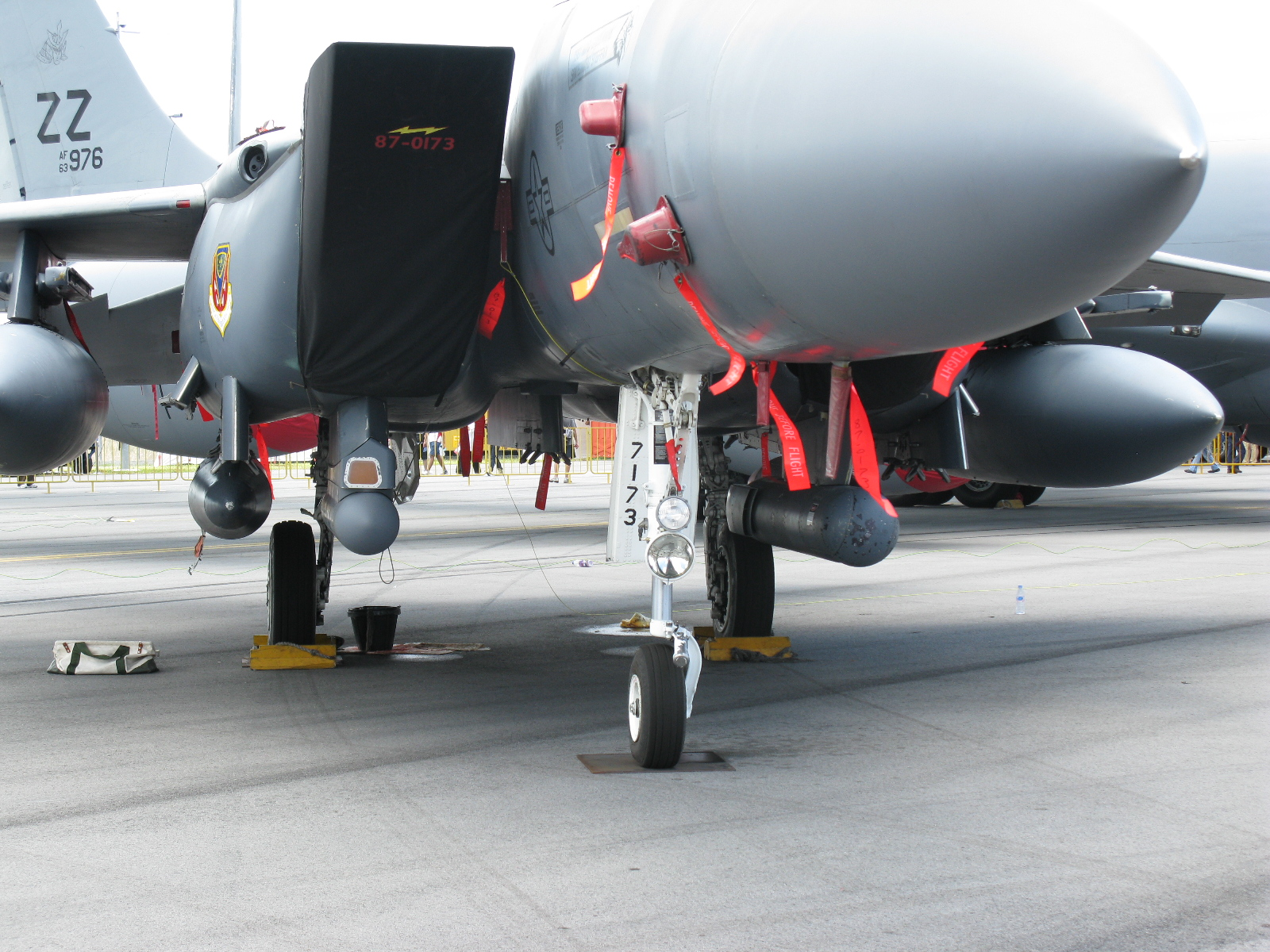
AN/AAQ-13 під F-15E Strike Eagle встановлений ліворуч, AN/AAQ-14 встановлений праворуч. Цей конкретний F-15 був приписаний до 366-го винищувального крила (зверніть увагу на емблему на повітрозабірнику).

LANTIRN складається з навігаційної гондоли та прицільної гондоли, що встановлюються зовні під літаком.

### Навігаційна гондола AN/AAQ-13
Навігаційна гондола AN/AAQ-13 забезпечує високошвидкісне захоплення та точне ураження тактичних цілей вночі та за несприятливих погодних умов. Навігаційний блок містить радар, що стежить за місцевістю, та стаціонарну тепловізійну камеру, яка надає візуальний сигнал і вхідні дані в систему керування польотом літака, що дозволяє йому підтримувати попередньо обрану висоту над місцевістю та уникати перешкод. Цей датчик виводить інфрачервоне зображення місцевості перед літальним апаратом на головний дисплей пілота. Навігаційний блок дозволяє пілоту летіти вздовж загального профілю місцевості на високій швидкості, використовуючи гори, долини та темряву, щоб уникнути виявлення. Цей блок став першою інфрачервоною навігаційною системою ВПС США з широким діапазоном огляду для винищувачів, що мають перевагу в повітрі. Спрощена версія для експорту з вилученим радаром стеження за місцевістю отримала назву AN/AAQ-20 Pathfinder, яка здатна лише надавати візуальну підказку/зображення наземних об'єктів в темряві та несприятливих погодних умовах, що генеруються інфрачервоним датчиком, і пілоти повинні покладатися на власну майстерність, щоб уникати наземних перешкод при польоті на малій висоті.

### Прицільна гондола AN/AAQ-14
Прицільна гондола AN/AAQ-14 містить інфрачервоний датчик з високою роздільною здатністю, спрямований вперед (який показує пілоту інфрачервоне зображення цілі), лазерний цілевказівник/далекомір для точної доставки боєприпасів з лазерним наведенням, корелятор боєприпасів для автоматичного наведення інфрачервоних ракет AGM-65 Maverick, а також програмне забезпечення для автоматичного стеження за цілями. Ці можливості спрощують функції виявлення, розпізнавання та ураження цілей і дозволяють пілотам одномісних винищувачів атакувати цілі високоточною зброєю з одного прольоту. Спрощена версія для експорту з вилученою сумісністю з ракетою AGM-65 Maverick класу "повітря-земля" має позначення AN/AAQ-19 Sharpshooter.

## Характеристики

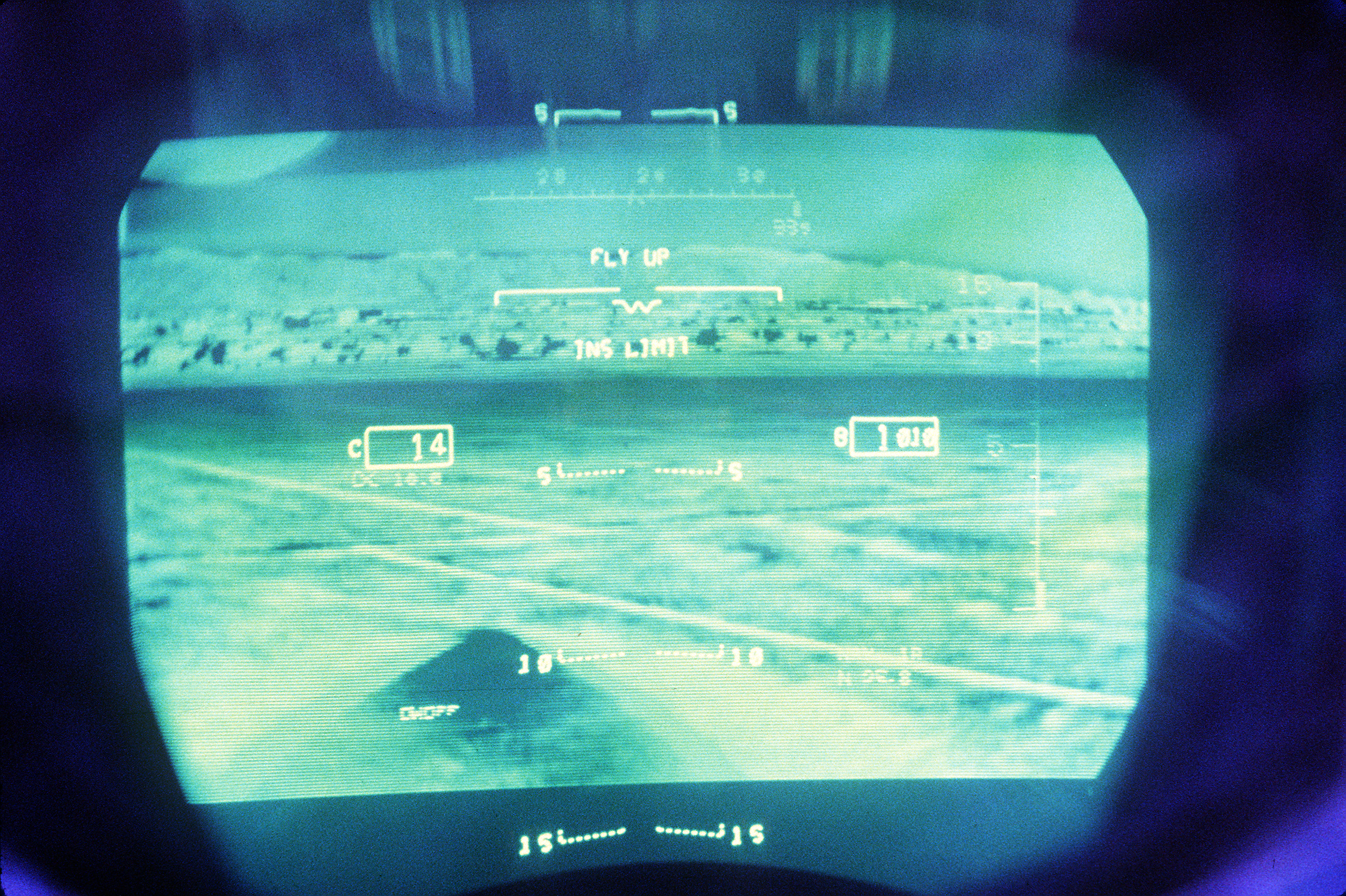
Проекція на прозорому дисплеї F-15 інфрачервоного зображення з навігаційної гондоли LANTIRN AN/AAQ-13

Призначення: Маловисотна навігація та інфрачервоне цілевказування для нічних польотів
Виробник: Lockheed Martin, Inc.
Довжина: навігаційна гондола — 1,99 м (78,2 дюйма); прицільна гондола — 2,51 м (98,5 дюйма)
Діаметр: навігаційна гондола — 305 мм (12 дюймів); прицільна гондола — 380 мм (15 дюймів)
Вага: навігаційна гондола — 204,6 кг (451,1 фунта); прицільна гондола — 240,7 кг (530 фунтів)
Літаки: F-15E, F-16A/B Block 20 (MLU), F-16C/D Block 40, F-14 B/D, S-3B
Датчики: Інфрачервоні та радіолокаційні датчики на навігаційній гондолі. Інфрачервоний та лазерний цілевказівник і датчики дальності на прицільній гондолі
Дата прийняття на озброєння: Березень 1987 року
Одинична вартість: навігаційна гондола — 1,38 мільйона доларів; прицільна гондола — 3,6 мільйона доларів .

## Оператори
Бельгія
- Повітряні сили Бельгії[2]

 Єгипет
- Egyptian Air Force[3]

 Греція
- Повітряні сили Греції[4]

 Ізраіль
- Повітряні сили Ізраїлю[5]

 Нідерланди
- Королівські повітряні сили Нідерландів[4]

 Сінгапур
- Republic of Singapore Air Force[6]

 Південна Корея
- Військово-Повітряні сили Республіки Корея[7]

 Тайвань
- Повітряні сили Китайської Республіки[8]

 Туреччина
- Повітряні сили Туреччини[9]

 Сполучені Штати Америки
- Повітряні сили США[10]
- Військово-морські сили США[11]